# Danny Latza
 (août 2025).
Danny Latza, né le 7 décembre 1989 à Gelsenkirchen, est un footballeur allemand qui joue au poste de milieu de terrain à Schalke 04.

## Biographie

### En club
Danny Latza commence sa carrière à Schalke 04, mais passe la plupart de son temps avec l'équipe B, avant d'évoluer en 3. Liga avec le SV Darmstadt 98. En 2013, Latza est transféré au VfL Bochum, qui évolue en 2. Bundesliga. Il dispute avec Bochum 64 matchs en 2. Bundesliga, inscrivant quatre buts.
Sept ans après sa première apparition en Bundesliga, Latza retrouve la première division en 2015 avec le FSV Mayence 05. Avec cette équipe, il joue plus de 100 matchs en Bundesliga.
Le 17 mars 2021, à six mois de la fin de son contrat avec Mayence, il signe un pré-contrat en faveur de son club formateur Schalke 04, qu'il avait quitté dix saisons plus tôt, qui prendra effet en juillet 2021 et ce jusqu'en juin 2023.

### En sélection
Avec les moins de 19 ans, il participe au championnat d'Europe des moins de 19 ans en 2008. Lors de cette compétition, l'Allemagne gagne l'intégralité de ses matchs. Les Allemands remportent le tournoi en battant l'Italie en finale.
Il ne participe pas à la Coupe du monde des moins de 20 ans l'année suivante en raison d'une fracture du métatarse.

## Statistiques
| Saison                | Club                  | Championnat           | Championnat | Championnat | Championnat | Coupe(s) nationale(s) | Coupe(s) nationale(s) | Coupe(s) nationale(s) | Total | Total | Total |
| Saison                | Club                  | Division              | M.          | B.          | P.d.        | M.                    | B.                    | P.d.                  | M.    | B.    | P.d.  |
| 2006-2007             | Schalke 04 II         | Oberliga              | 2           | 0           | 0           | -                     | -                     | -                     | 2     | 0     | 0     |
| 2007-2008             | Schalke 04 II         | Oberliga              | 1           | 0           | 0           | -                     | -                     | -                     | 1     | 0     | 0     |
| 2008-2009             | Schalke 04 II         | Regionalliga          | 23          | 5           | 0           | -                     | -                     | -                     | 23    | 5     | 0     |
| 2008-2009             | Schalke 04            | Bundesliga            | 3           | 0           | 0           | -                     | -                     | -                     | 3     | 0     | 0     |
| 2009-2010             | Schalke 04 II         | Regionalliga          | 19          | 2           | 0           | -                     | -                     | -                     | 19    | 2     | 0     |
| 2010-2011             | Schalke 04 II         | Regionalliga          | 20          | 2           | 3           | -                     | -                     | -                     | 20    | 2     | 3     |
| Sous-total            | Sous-total            | Sous-total            | 68          | 9           | 3           | -                     | -                     | -                     | 68    | 9     | 3     |
| 2011-2012             | SV Darmstadt          | 3. Liga               | 36          | 6           | 1           | 1                     | 0                     | 0                     | 37    | 6     | 1     |
| 2012-2013             | SV Darmstadt          | 3. Liga               | 37          | 4           | 4           | 3                     | 0                     | 5                     | 40    | 4     | 9     |
| Sous-total            | Sous-total            | Sous-total            | 73          | 10          | 5           | 4                     | 0                     | 5                     | 77    | 10    | 10    |
| 2013-2014             | VfL Bochum            | 2. Bundesliga         | 34          | 2           | 4           | 2                     | 1                     | 0                     | 36    | 3     | 4     |
| 2014-2015             | VfL Bochum            | 2. Bundesliga         | 30          | 1           | 1           | 2                     | 0                     | 0                     | 32    | 1     | 1     |
| Sous-total            | Sous-total            | Sous-total            | 64          | 3           | 5           | 4                     | 1                     | 0                     | 68    | 4     | 5     |
| 2015-2016             | FSV Mayence           | Bundesliga            | 27          | 0           | 2           | 2                     | 0                     | 1                     | 29    | 0     | 3     |
| 2016-2017             | FSV Mayence           | Bundesliga            | 21          | 4           | 1           | -                     | -                     | -                     | 21    | 4     | 1     |
| 2017-2018             | FSV Mayence           | Bundesliga            | 29          | 2           | 1           | 4                     | 0                     | 0                     | 33    | 2     | 1     |
| 2018-2019             | FSV Mayence           | Bundesliga            | 24          | 0           | 4           | -                     | -                     | -                     | 24    | 0     | 4     |
| 2019-2020             | FSV Mayence           | Bundesliga            | 23          | 0           | 3           | 1                     | 0                     | 0                     | 24    | 0     | 3     |
| 2020-2021             | FSV Mayence           | Bundesliga            | 29          | 0           | 2           | 2                     | 1                     | 0                     | 31    | 1     | 2     |
| Sous-total            | Sous-total            | Sous-total            | 153         | 6           | 13          | 9                     | 1                     | 1                     | 162   | 7     | 14    |
| 2021-2022             | Schalke 04            | 2. Bundesliga         | 15          | 2           | 0           | 1                     | 0                     | 0                     | 16    | 2     | 0     |
| 2022-2023             | Schalke 04            | Bundesliga            | 19          | 0           | 1           | 1                     | 0                     | 0                     | 20    | 0     | 1     |
| 2023-2024             | Schalke 04            | 2. Bundesliga         | 7           | 1           | 0           | 2                     | 1                     | 0                     | 9     | 2     | 0     |
| Sous-total            | Sous-total            | Sous-total            | 41          | 3           | 1           | 4                     | 1                     | 0                     | 45    | 4     | 1     |
| Total sur la carrière | Total sur la carrière | Total sur la carrière | 399         | 31          | 27          | 21                    | 3                     | 6                     | 420   | 34    | 33    |

## Palmarès
| SV Darmstadt (1)                           | Schalke 04 (1)                                    | Allemagne (1)                                                     |
| ------------------------------------------ | ------------------------------------------------- | ----------------------------------------------------------------- |
| - Coupe de la Hesse (1) - Vainqueur : 2013 | - Championnat d'Allemagne de D2 - Champion : 2022 | - Championnat d'Europe des moins de 19 ans (1) - Vainqueur : 2008 |